# Manoel José de Almeida
Manoel José de Almeida (Januária, 23 de setembro de 1912) foi um político brasileiro do estado de Minas Gerais. Foi deputado estadual em Minas Gerais, durante o período de 1955 a 1959 (3ª legislatura) pelo PSD.

Foi deputado federal, por Minas Gerais, por cinco legislaturas consecutivas, de 1959 a 1979.